# Diganibougou
Diganibougou är ett departement i Mali.   Det ligger i kretsen Segou och regionen Ségou, i den sydvästra delen av landet, 200 km nordost om huvudstaden Bamako.